# ONE PIECE サウザンドサニー号ソングCD
『ONE PIECE サウザンドサニー号ソングCD』（ワンピース サウザンドサニーごうソングシーディー）は、テレビアニメ『ONE PIECE』のキャラクターソング。

## 概要
- 新たに手に入れた船『サウザンドサニー号』をイメージした楽曲になっている。
- カップリングにはフランキーのキャラクターソングが収録されている。
- ジャケットにはサウザンドサニー号と麦わらの一味が描かれている。

## 収録曲
1. A THOUSAND DREAMERS
歌:8人の麦わら海賊団（田中真弓・中井和哉・岡村明美・平田広明・山口勝平・大谷育江・山口由里子・矢尾一樹）
作詞:藤林聖子 / 作曲:田中公平 / 編曲:多田彰文
2. フランキー！ギャランティー！
歌:フランキー（矢尾一樹）
作詞:藤林聖子 / 作曲:田中公平 / 編曲:丸尾稔
3. A THOUSAND DREAMERS（カラオケ）
4. フランキー！ギャランティー！（カラオケ）